# Вікторія Авеярд
Вікторія Авеярд (англ. Victoria Aveyard; нар. 27 липня 1990, Іст-Лонгмедоу) — американська сценаристка та письменниця у жанрі фентезі.

## Біографія
Народилася 27 липня 1990 року в містечку Іст Лонгмедов, Массачусетс, США. Зацікавлення до письма у неї виникло ще у ранньому віці, «пишучи з того часу, відколи це фізично стало можливо». 2012 року закінчила Університет Південної Каліфорнії, де навчалася мистецтву сценариста. Під час навчання деякий час працювала у кіностудії «Валгалла», а після отримання диплому протягом шести місяців пропрацювала на кіностудії «Двадцяте століття фокс». Залишивши роботу, зайнялася написанням рукопису свого першого твору.
Дебютний твором письменниці став роман у жанрі фентезі під назвою «Багряна королева» (2015). Світ сімнадцятирічної героїні — Марі Барров — ділиться на два кольори крові: червона (звичайний люд) та срібна (аристократія). У жилах Марі тече червона кров, але несподівано з'ясовується, що вона, як і срібнокровна знать, володіє чарівними уміннями. Потрапивши до палацу вельмож, Мер стикається зі світом зради та брехні. Книга стала бестселером та готується до екранізації.
Вікторія живе в Іст-Лонгмедоу та Лос Анджелесі.

## Твори

### Серія «Багряна королева» (Red Queen)
- Red Queen (2014) — «Багряна королева»;
  - Український переклад: Вікторія Авеярд. Багряна королева. — К. : Наш формат, 2017. — 332 с. — ISBN 9786177513642.
- Glass Sword (2016) — «Скляний меч»;
  - Український переклад: Вікторія Авеярд. Скляний меч. — К. : Наш формат, 2017. — 376 с. — ISBN 978-617-7513-95-6.
- King's Cage (2017) — «Клітка короля»;
- Український переклад: Вікторія Авеярд. Клітка короля. — К. : Наш формат, 2018. — 424 с. — ISBN 978-617-7682-36-2.
- War Storm (2018) — «Буря війни»;
- Український переклад: Вікторія Авеярд. Буря війни. — К. : Наш формат, 2020. — 544 с. — ISBN 978-617-7863-37-2.

#### Новели
Предісторія до серії:
- Queen Song (2015) — «Пісня королеви»;
- Steel Scars (2016) — «Сталеві шрами»;
- Cruel Crown (2016) — «Жорстока корона».